# AM vysílače na Slovensku
Toto je seznam AM (středovlnných, dlouhovlnných a krátkovlnných) vysílačů na Slovensku.
Již nestojící vysílače jsou vyznačeny kurzívou.
| Název Vysílače                | Město           | Výkon (ERP) | Datum Vypnutí | Stav/Datum Odstřelu                                              |
| ----------------------------- | --------------- | ----------- | ------------- | ---------------------------------------------------------------- |
| Jarok                         | Nitra           | 25 kW       | 31. 12. 2022  | stojí                                                            |
| Čižatice                      | Košice          | 5 kW        | 31. 12. 2022  | hlavní 120 m vysoké stožáry odstřeleny v roce 2017, unipol stojí |
| Rimavská Sobota               | Rimavská Sobota | 10 kW       | 31.1.2022     | stojí                                                            |
| Veľké Zálužie                 | Nitra           | 60 kW       | ?             | nestojí                                                          |
| Prievoz (Feriby) v Bratislavě | Bratislava      | 2x25 kW     | ?             | zlikvidováno před rokem 1969                                     |
| Vajnorská                     | Bratislava      |             |               | zlikvidováno                                                     |
| Laskomer                      | Banská Bystrica |             |               |                                                                  |
|                               | Žilina          |             |               | zlikvidováno                                                     |
| Husárik                       | Čadca           |             |               | zlikvidováno                                                     |
|                               | Veľké Kostoľany |             |               | zlikvidováno                                                     |
| Haniska                       | Prešov          |             |               | zlikvidováno                                                     |
| Stakčín                       | Snina           |             |               |                                                                  |
|                               | Veľký Slavkov   |             |               |                                                                  |
| Orava                         | Horná Lehota    |             |               |                                                                  |